# If I Could Do It All Over Again, I'd Do It All Over You
Albums de Caravan
Caravan
(1968) In the Land of Grey and Pink
(1971)
If I Could Do It All Over Again, I'd Do It All Over You est le deuxième album du groupe de rock progressif anglais Caravan, sorti en 1970.

## Titres
Toutes les chansons sont écrites et composées par Richard Coughlan, Pye Hastings, Jimmy Hastings (en), Richard Sinclair et David Sinclair.
| 1. | If I Could Do It All Over Again, I'd Do It All Over You                    | 3:07 |
| 2. | And I Wish I Were Stoned / Don't Worry                                     | 8:20 |
| 3. | As I Feel I Die                                                            | 5:06 |
| 4. | With an Ear to the Ground You Can Make It / Martinian / Only Cox / Reprise | 9:54 |

| 5. | Hello Hello                                           | 3:45  |
| 6. | Asforteri                                             | 1:21  |
| 7. | Can't Be Long Now / Francoise / For Richard / Warlock | 14:21 |
| 8. | Limits                                                | 1:35  |

## Musiciens
- Caravan :
  - Pye Hastings : guitare, chant
  - David Sinclair : orgue Hammond, clavecin, piano
  - Richard Sinclair : basse, chant
  - Richard Coughlan : batterie

- Musicien supplémentaire :
  - Jimmy Hastings (en) : flûte, saxophone